# Stanisław Janik (polityk)
Stanisław Janik (ur. 1944) – polski samorządowiec i polityk, w latach 2003–2005 wicewojewoda dolnośląski.

## Życiorys
Działał w Zrzeszeniu Studentów Polskich. Absolwent Wydziału Nauk Przyrodniczych Uniwersytetu Wrocławskiego, kształcił się podyplomowo w zakresie prawa i administracji, planowania regionalnego oraz handlu zagranicznego. W latach 1971–1974 zasiadał w Prezydium Rady Narodowej miasta Wrocławia, pełnił funkcję jej rzecznika prasowego. Przez dziesięć lat pracował w KGHM Polska Miedź, kierował też wrocławskim oddziałem Polskiej Izby Handlu Zagranicznego. Od 1996 do 1997 był pełnomocnikiem wojewody wrocławskiego ds. strategii rozwoju społeczno-gospodarczego, później zajmował się konsultingiem.
Należał do Polskiej Zjednoczonej Partii Robotniczej, później do Partii Ludowo-Demokratycznej (objął funkcję wiceszefa jej struktur wojewódzkich). 3 maja 2003 został drugim wicewojewodą dolnośląskim, funkcję sprawował do grudnia 2005.

## Życie prywatne
Żonaty, ma syna.